# Li Bin (waterpolo)
Li Bin (Shanghai, 24 oktober 1983) is een Chinees waterpolospeler.
Ge Weiqing nam als waterpoloër één keer deel aan de Olympische Spelen in 2008. Op de Aziatische Spelen 2006 won hij de gouden medaille en in 2010 een zilveren.
- Gemeinsame Normdatei: 132169215
- International Standard Name Identifier: 0000 0005 1237 8120
- Library of Congress Control Number: no2019099809
- Virtual International Authority File: 288669617